# Петр (Бозинис)
Епи́скоп Пе́тр (греч. Ἐπίσκοπος Πέτρος; в миру Пе́трос Бози́нис, греч. Πέτρος Μποζίνης; род. 26 января 1971, Патры) — архиерей Константинопольской православной церкви сначала на покое (с 2017), а позднее — под запретом (с 2023), титулярный епископ Троадский.

## Биография
Родился 26 января 1971 года в Патрах, в семье репатриантов из Турции, происходящий из Панормоса (ныне Бандирма) в Малой Азии.
Окончил физический факультет Университета Патр со специализацией в области радиоэлектроники. Затем окончил богословский институт Афинского университета, а позднее аспирантуру в Страсбурге, где под руководством профессоров Марселя Мецгера и Жана-Люка Иебэля защитил докторскую диссертацию: «Οἱ εὐχὲς περὶ τοῦ μυστηρίου τῆς Βαπτίσεως στὸ Βερβερινὸ εὐχολόγιο» («Молитвы при совершении таинства крещения согласно Кодексу Барберини»). Позднее являлся пост-докторантом в области византийской философии на Философском факультете университета в Патрах под руководством декана Школы гуманистических исследований Христоса Терезиса. Владеет греческим, английским и французским языками.
В 1997 году был рукоположен в сан диакона, а в 2002 году митрополитом Патрским Никодимом хиротонисан во пресвитера с возведением в достоинство архимандрита. В течение шести лет служил в Патрской митрополии и в течение десяти лет капелланом в Фрайбург-им-Брайсгау в Германской митрополии.
Впоследствии в течение двух лет совершал служение в церкви Трёх святителей при Университете в Патрах, а также в течение многих лет вёл передачи о вере на радио-телевизионной службе «Лихнос» Патрсской митрополии Элладской православной церкви, где в последнее время исполнял обязанности заместителя директора. В последние годы вновь служил в Германской митрополии.
28 августа 2015 года Священным синодом Константинопольского патриархата был единогласно избран для рукоположения в сан епископа Троадского, викария Бельгийской митрополии.
8 ноября 2015 года в соборе святых Архангелов в Брюсселе был хиротонисан во епископа Троадского, викария Бельгийской митрополии. Хиротонию совершили: митрополит Бельгийский Афинагор (Пекстадт), митрополит Мантинейский и Кинурийский Александр (Пападопулос), митрополита Патрский Хризостом (Склифас), митрополит Французский, Западно- и Южно-Европейский Игнатий (Аль-Хуши) (Антиохийский Патриархат), архиепископ Брюссельский Симон (Ишунин) (Московский Патриархат), архиепископ Телмисский Иов (Геча), епископ Бельгийский и Голландский Досифей (Богверадзе) (Грузинский Патриархат), епископ Арианзоский Варфоломей (Кессидис), епископ Неапольский Порфирий (Махериотис) (Кипрская церковь), епископ Хариопольский Иоанн (Реннето). Богослужениe совершалocь на греческом, французском, нидерландском, церковнославянском, apaбском и грузинском языках. Присутствовали также представители римско-католической Церкви и других христианских общин Бельгии. Среди верующих находились послы и дипломаты стран православной традиции.
13 июня 2017 года ушёл на покой как викарий Бельгийской митрополии, оставаясь дальше титулярным епископом.
17 ноября 2023 года Священным синодом Константинопольского патриархата отправлен под запрет.